# Dorfkirche Meseberg (Gransee)

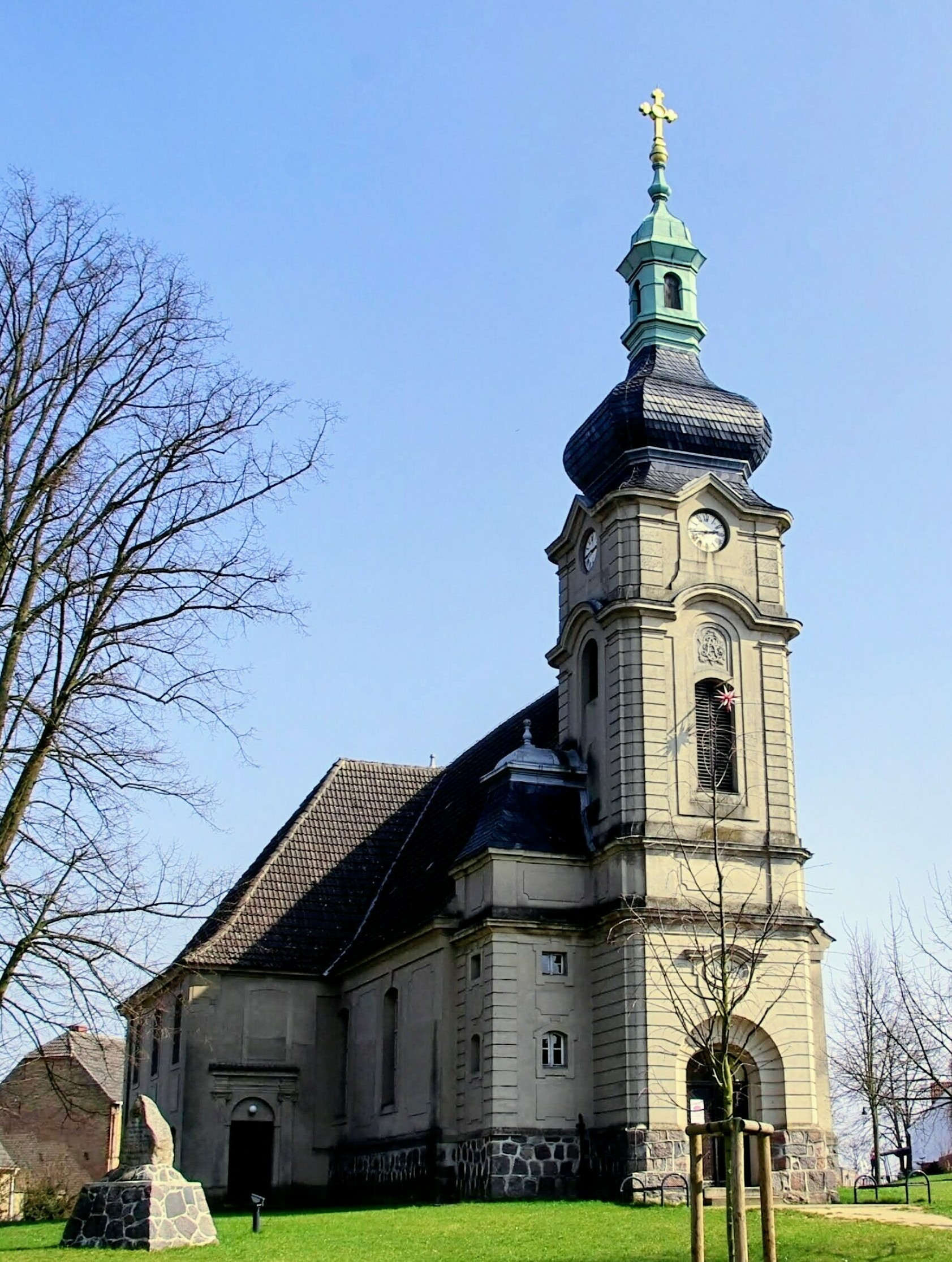
Dorfkirche Meseberg

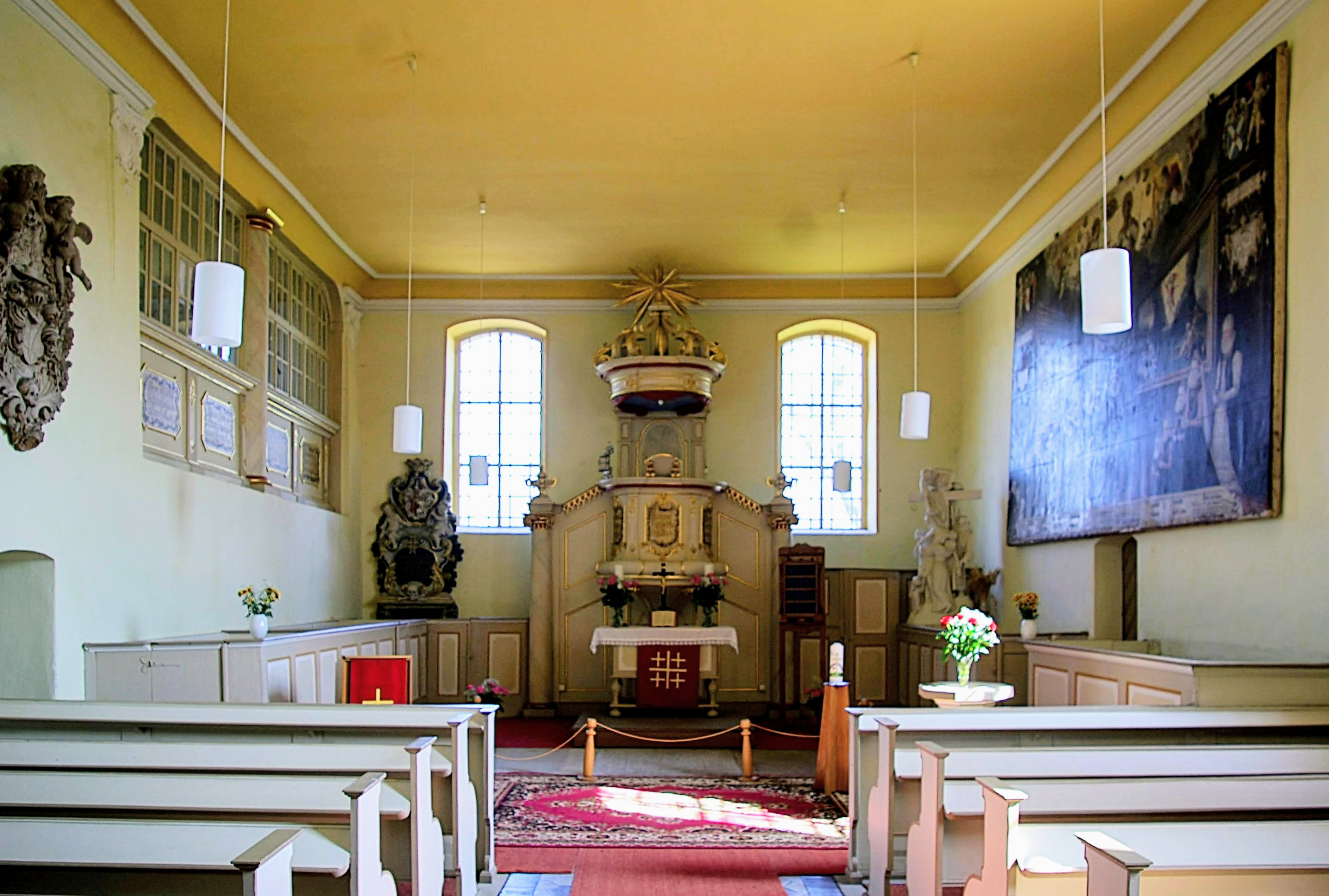
Innenraum (2009)

Die Dorfkirche Meseberg ist eine Kirche im Granseer Ortsteil Meseberg. Die Kirche liegt in der Mitte des Dorfes auf einer Anhöhe. Das Schloss Meseberg liegt etwa 100 Meter nordöstlich der Kirche.

## Baugeschichte / Ausstattung
Die Kirche wurde Anfang des 16. Jahrhunderts als Backsteinbau erbaut, heute ist sie verputzt. Im Jahr 1772 wurde sie umgebaut, es kamen unter anderem im Norden der Kirche eine Herrschaftsempore und eine Gruft hinzu. Der Westturm wurde im Jahr 1892 errichtet. Der Turm ist im Stil des Neubarocks erbaut worden und hat eine Zwiebelhaube.

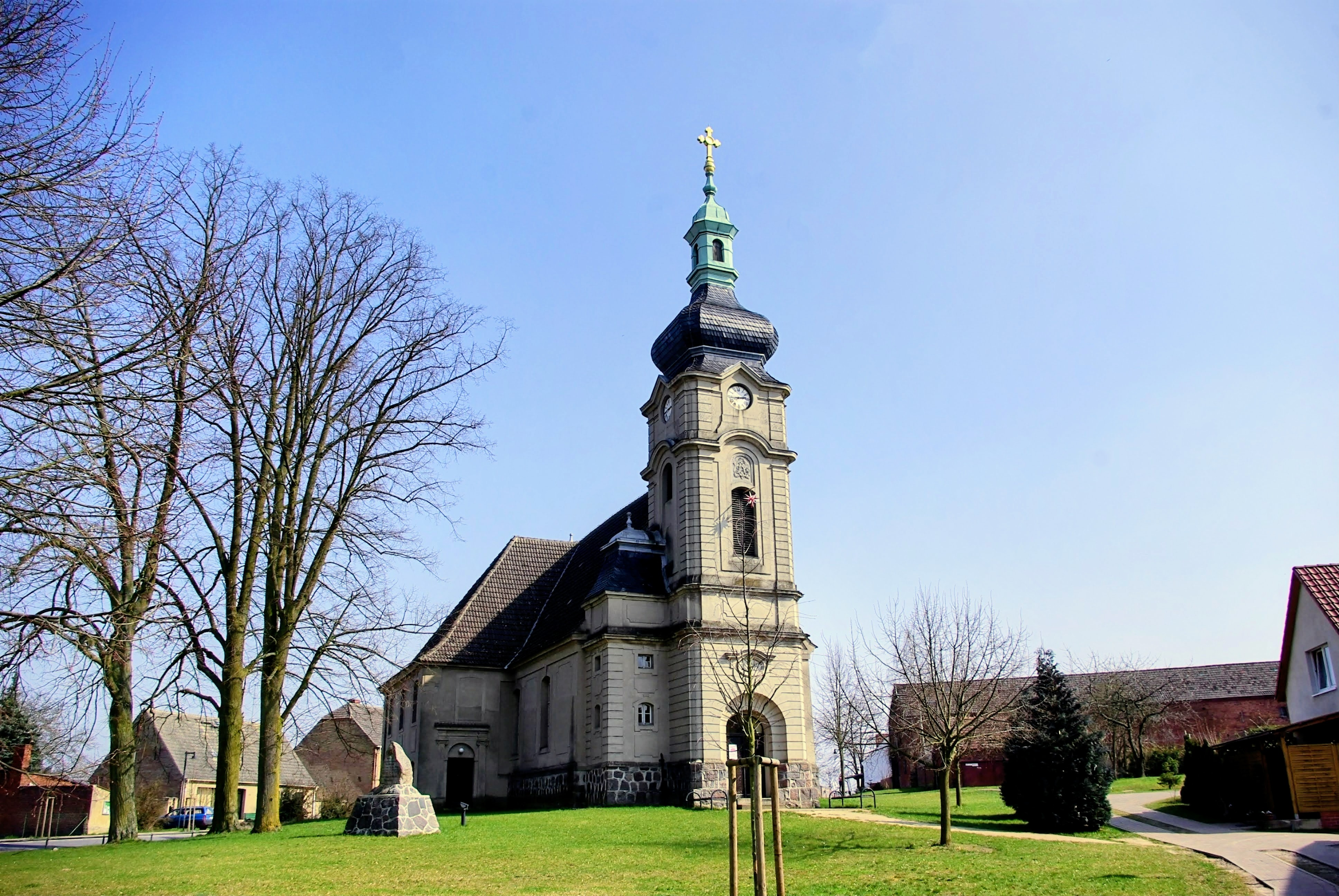
Die Kirche
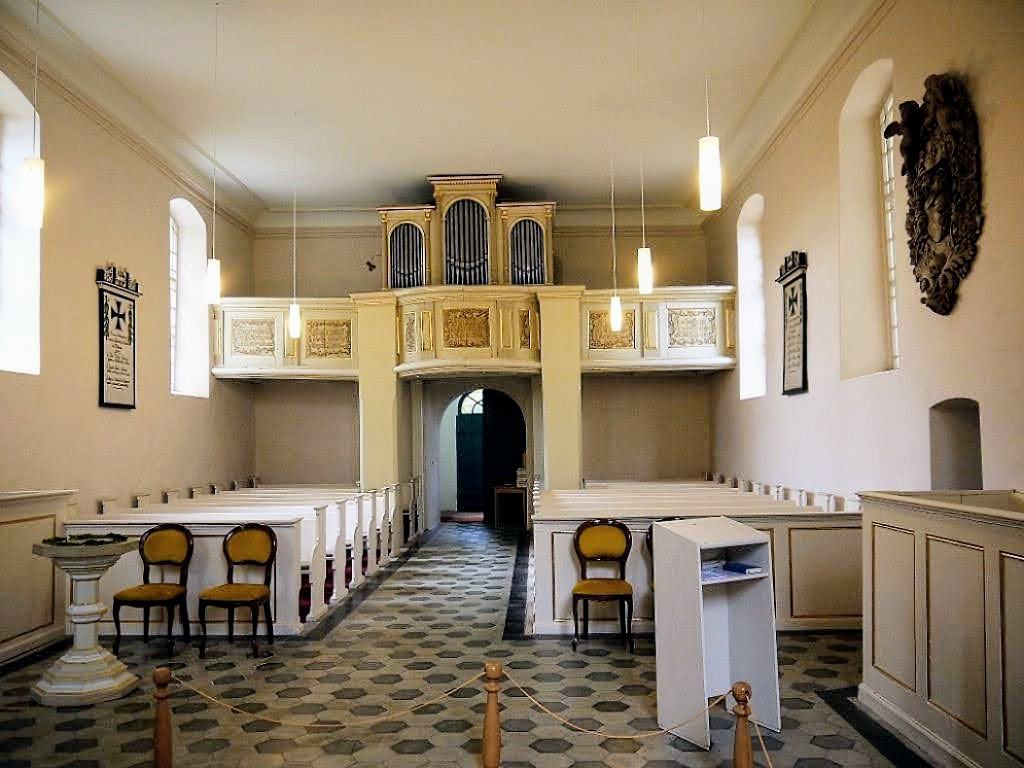
Innenraum, Blick zur Orgel
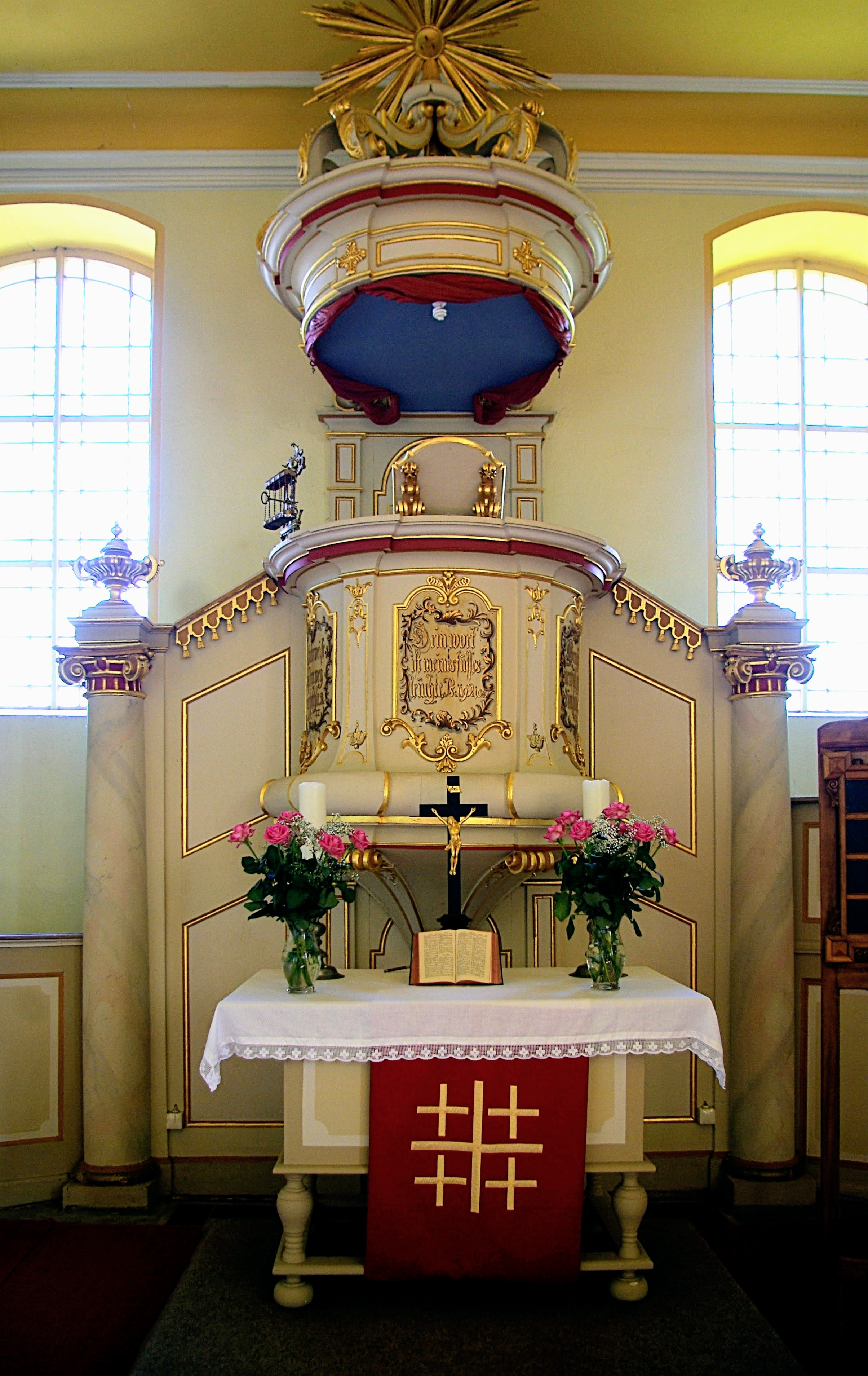
Der Kanzelaltar
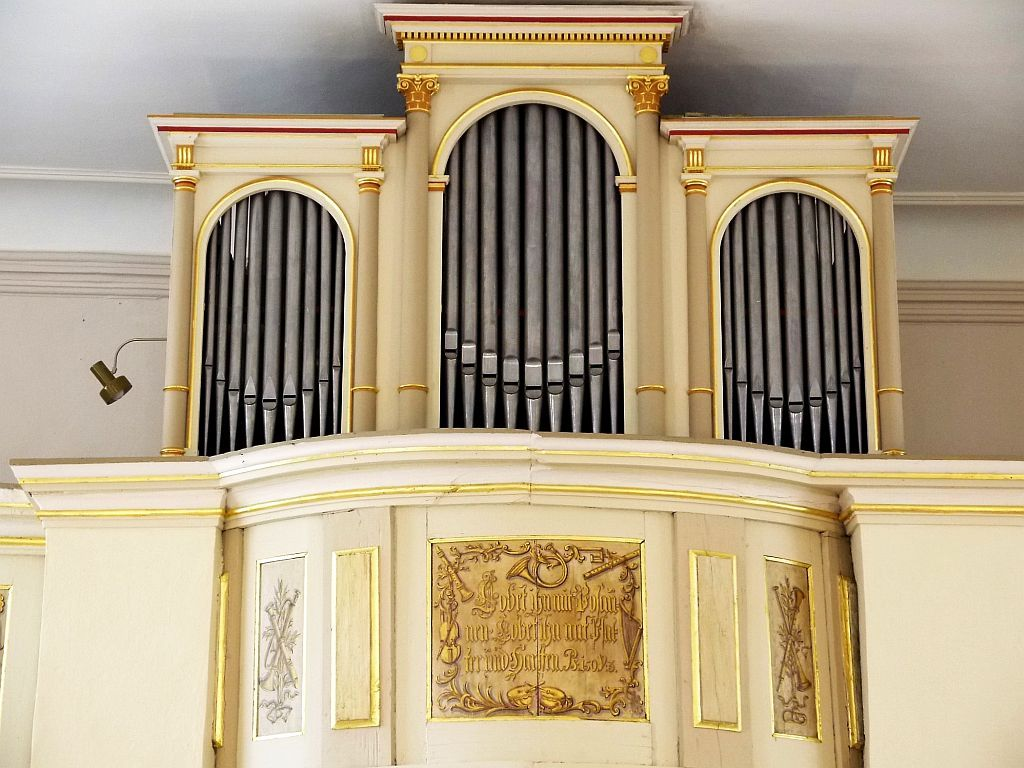
Die Hollenbach-Orgel aus dem 19. Jahrhundert
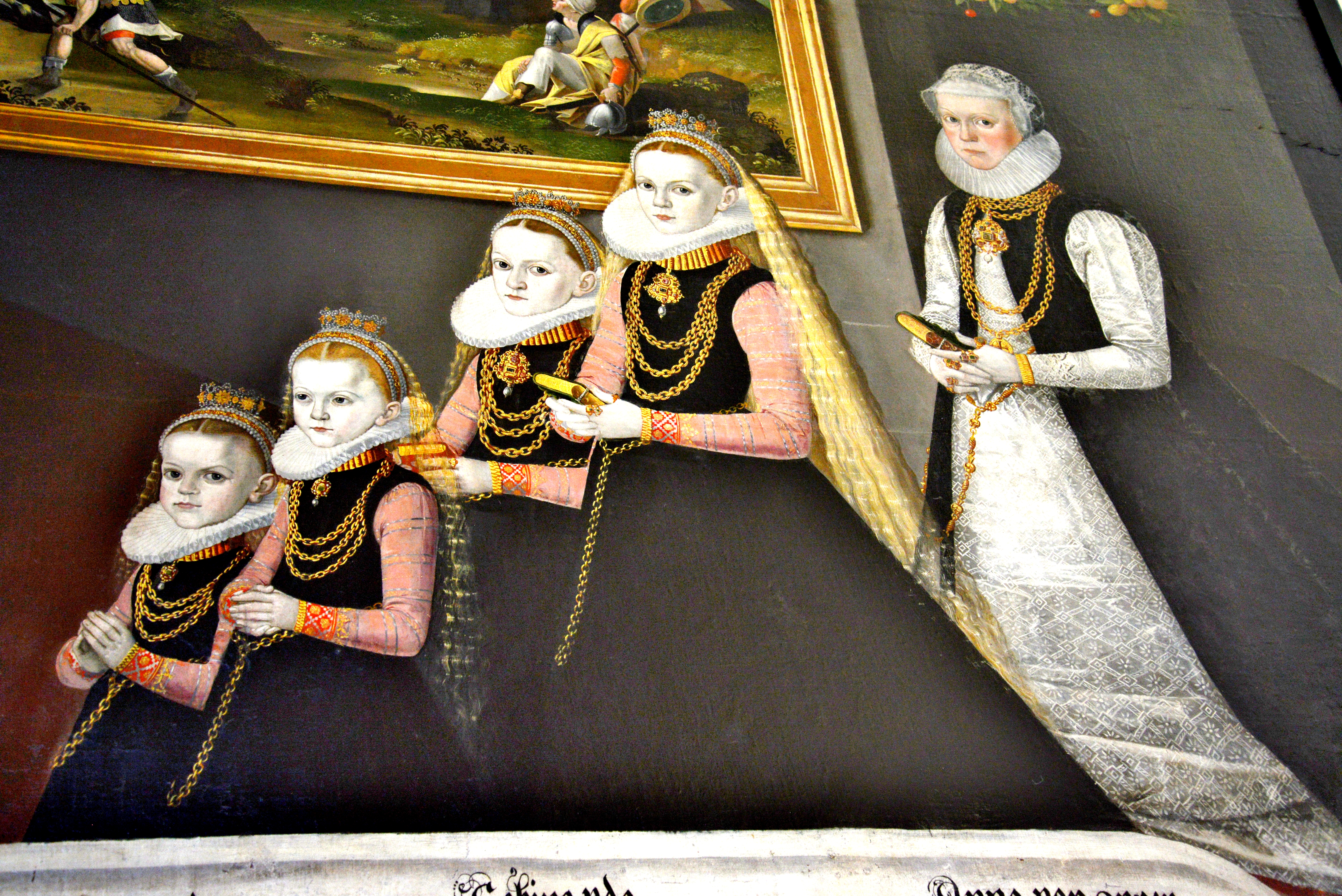
Anna von der Gröben geb. von Oppen mit ihren vier Töchtern (aus Votivgemälde von 1588)

Im Inneren befindet sich eine Putzdecke auf einer Voute. Auf der Empore im Westen befindet sich eine 1892 von Orgelbauer Albert Hollenbach aus Neuruppin gebaute Orgel mit sieben Registern auf einem Manual und Pedal, die im Jahr 2002 restauriert wurde. Der Altar wurde 1772 errichtet.
Rechts vom Altar befindet sich ein monumentales Votivgemälde aus dem Jahr 1588, das Ludwig von der Gröben (1529–1601), Besitzer von Meseberg, Geheimer Rat und Oberkämmerer von Kurfürst Johann Georg von Brandenburg, und seine Ehefrau Anna geborene von Oppen († 1593) mit ihren 15 Kindern zeigt. Auf dem Votivbild sind im Hintergrund die Erschaffung Evas, der Sündenfall und die Auferstehung Christi dargestellt.
Weiter befindet sich in der Kirche ein Epitaph aus Sandstein für Wilhelm von der Gröben. An der Kanzel befindet sich ein Kanzeluhr.
Von 2012 bis 2015 wurde die Kirche aufwendig saniert und restauriert.
Die Kirche ist denkmalgeschützt.

## Kirchengemeinde
Die Kirchengemeinde Meseberg gehört zum Kirchenkreis Oberes Havelland der Evangelischen Kirche Berlin-Brandenburg-schlesische Oberlausitz.